# Peglio, Lombardiet
Peglio är en ort och kommun i provinsen Como i regionen Lombardiet i Italien. Kommunen hade 191 invånare (2018).